# Maúa (distrito)

localização do distrito de Maúa em Moçambique

Maúa é um distrito situado na província de Niassa, em Moçambique, com sede na localidade de Maúa. Tem limite, a norte com os distritos de Marrupa e Majune, a oeste com o distrito de Mandimba, a sul com o distrito de Metarica, e a este com os distritos de Nipepe e Malema da província de Nampula.

## Demografia
Em 2007, o Censo indicou uma população de 49 397 residentes. Com uma área de 9957  km², a densidade populacional rondava os 4,96 habitantes por km². Esta população representa um aumento de 28,7% em relação aos 38 390 habitantes registados no Censo de 1997.

## Divisão administrativa
O distrito está dividido em dois postos administrativos (Maiaca e Maúa), compostos pelas seguintes localidades:
- Posto Administrativo de Maiaca:
  - Maiaca
- Posto Administrativo de Maúa:
  - Maúa
  - Muapula e
  - Mugoma